# 長體棱鯷
長體棱鯷（学名：Thryssa stenosoma）為輻鰭魚綱鲱形目鳀科的其中一種，分布於東印度洋區的孟加拉灣海域，棲息深度可達50公尺，本魚吻尖，上頜長，延伸到胸鰭基部或略有超出，呈橢圓形，下顎具大牙齒。背後沒有鰓裂上部的暗斑;一雙暗線沿背部，臀鰭軟條40-45枚，體長可達15公分，棲息在沿海、河口，喜群游。
其种加词“stenosoma”意为“窄身的”。